# Sophie Alberti (kvinnosakskvinna)

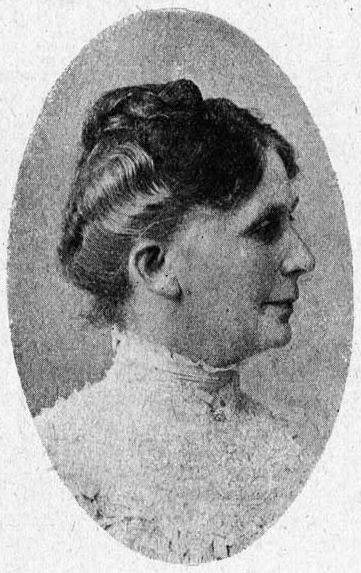
Sophie Alberti.

Sophie Alberti, född 19 september 1846 i Köpenhamn, död 17 juni 1947 där, var en dansk kvinnosakskämpe. Hon är främst känd för sitt engagemang för Kvindelig Læseforening.

## Biografi
Sophie Alberti var dotter till advokaten och politikern Carl Christian Alberti och syster till justitieministern Peter Adler Alberti.
Alberti fungerade 1871–1892 som sekreterare och från 1892 som ordförande i Kvindelig Læseforening i Köpenhamn, som under hennes ledning upparbetats till en vittomspännande och betydelsefull organisation. Genom Albertis initiativ tillkom föreningens 1910 invigda byggnad, inrymmande bibliotek, föredragslokaler och hotell- och restaurangrörelse för en kvinnlig publik.
Föreningshuset var unikt genom att det också inrymde det första kvinnohotellet i Norden. Det var inspirerat av Martha Washington Hotel i New York City. Alberti såg förmodligen inspirationskällan på en resa till USA 1904. Hon var väl involverad i det internationella, framför allt nordiska, kvinnliga nätverket, som bl.a. inkluderade Selma Lagerlöf, och några av dessa kopplingar var föreläsare och gäster i byggnaden i Köpenhamn, som också lockade dramatikern Henrik Ibsen och fredskämpen Bertha von Suttner.
1901 introducerade hon, med stöd av Andreas Schack Steenberg, amerikanen Melvil Deweys decimalklasssystem, för att dela upp bokbeståndet efter ämne. Kvindelig Læseforening var därmed det första biblioteket i Danmark som använde decimalklasssystemet. År 1914 utarbetade Thomas Døssing en ny stor katalog över föreningens boksamling på 500 sidor, ordnad efter en dansk version av decimalklasssystemet, som han samtidigt utarbetade åt Norska Boksamlingskommittén.
Sophie Alberti var även medlem i flera kvinnliga rösträttsföreningar, kassör i den kvinnliga konstnärsföreningen Cirklen, grundad 1897, medgrundare av Danska Kvinnors Fredsförening 1906, och medlem i Kvindernes Bygnings representantskap.
Sophie Alberti fick guldmedalj 1926, och blev tre år senare hedersordförande för Kvinnors Läsförening. Hon levde till 100 år, och förblev mentalt frisk till slutet.